# Lusaka (Provinz)
Die Provinz Lusaka (englisch Lusaka Province) ist eine von zehn Provinzen von Sambia und umfasst die Landeshauptstadt Lusaka sowie deren Umland.
Mit 21.896 km² ist sie die flächenmäßig kleinste der Provinzen des Landes, mit einer Einwohnerzahl von 3.079.964 (Stand 2022) die bevölkerungsreichste. Allerdings wurde seitdem die Fläche und somit auch die Einwohnerzahl zweimal verringert.

## Geografie
Die Provinz Lusaka grenzt im Norden an die Zentralprovinz, im Osten an die Ostprovinz und im Westen an die Südprovinz, wobei der Fluss Kafue die Grenze bildet. Im Süden grenzt sie an die Provinz Mashonaland West und Provinz Mashonaland Central in Simbabwe, jenseits des Sambesi, und im Osten an Tete in Mosambik, auf der anderen Seite das Luangwa.
| Zentralprovinz | Zentralprovinz                              | Ostprovinz                            |
| Südprovinz     | Kompassrose, die auf Nachbargemeinden zeigt | Tete, Mosambik                        |
| Südprovinz     | Provinz Mashonaland West, Simbabwe          | Provinz Mashonaland Central, Simbabwe |

## Geschichte
Die Provinz Lusaka entstand 1973 durch die Ausgliederung von zwei Distrikten aus der damaligen Zentralprovinz. Die zunächst nur 360 km2 große Provinz erlangte 1988 eine Flächenerweiterung.
Sie umfasste später vier Distrikte: Chongwe, Kafue, Luangwa und Lusaka. Nach der Wahl Michael Satas zum sambischen Präsidenten wurde die Provinz um die Distrikte Chilanga, Chirundu, Rufunsa und Shibuyunji 2012 erweitert. Dabei war Chirundu ursprünglich Teil des Distrikts Siavonga und gehörte der Südprovinz an, und Shibuyunji der Zentralprovinz. Im Folgenden wurde 2018 Shibuyunji wieder der Zentralprovinz angegliedert. Im Jahr 2022 wurde auch der Distrikt Chirundu wieder in die Südprovinz reintegriert.

## Distrikte

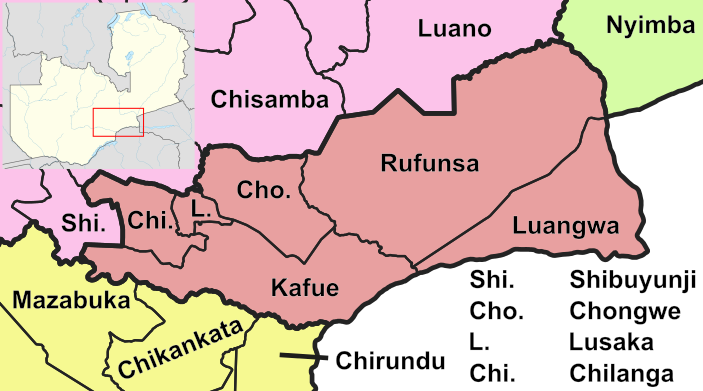
Distrikte der Provinz Lusaka

Die Provinz besteht aus sechs Distrikten (Stand 2022):
| Distrikt | Fläche in [km²] | Einwohner 2010 | Einwohner 2022 | Durchschnittliche jährliche Wachstumsrate [%] | Bevölkerungsdichte 2022 [Einwohner/km²] |
| -------- | --------------- | -------------- | -------------- | --------------------------------------------- | --------------------------------------- |
| Chilanga | 1354            | 107.051        | 225.276        | 6,4                                           | 166                                     |
| Chongwe  | 2431            | 141.301        | 313.389        | 6,9                                           | 129                                     |
| Kafue    | 4471            | 120.415        | 219.574        | 5,1                                           | 49                                      |
| Luangwa  | 3866            | 24.304         | 35.933         | 3,3                                           | 9                                       |
| Lusaka   | 418             | 1.747.152      | 2.204.059      | 2,0                                           | 5.273                                   |
| Rufunsa  | 9446            | 51.002         | 81.733         | 4,0                                           | 9                                       |
| Gesamt   | 21.986          | 2.191.225      | 3.079.964      | 2,9                                           | 140                                     |

Gemäß einer Verfügung der Regierung Sambias vom 31. Dezember 2021 wurde ein Distrikt der Südprovinz zugeordnet:
- Chirundu

Dies wurde am 31. August 2022 umgesetzt.

## Demografie
| Jahr | Einwohnerzahl |
| ---- | ------------- |
| 1969 | 353.975       |
| 1980 | 691.054       |
| 1990 | 987.106       |
| 2000 | 1.391.329     |
| 2010 | 2.191.225     |
| 2015 | 2.777.439     |
| 2022 | 3.079.964     |